# Бабочка (порода кроликов)
Бабочка — меховая порода декоративных кроликов средних размеров мясо-шкуркового направления с оригинальной окраской: по основному белому фону на спине и боках разбросаны пятна разного цвета, размера и конфигурации; на носу и щеках пятна напоминают бабочку с раскрытыми крыльями.

## История
В 1887 году выведена порода кроликов бабочка в Англии и благодаря декоративной шкурке эта порода быстро распространилась среди кролиководов-любителей разных стран.
На основе породы Бабочка выведены новые породы кроликов: немецкие и французские бабочки, чехословацкий пёстрый кролик, реинский пёстрый кролик, французский белый хохот.
С целью совершенствования породы по живой массе, мясной продуктивности и приспособленности к климатическим и кормовым условиям кроликов этой породы скрещивали с кроликами пород белый Великан, фландр, венский голубой кролик и шиншилла.

## Описание

### Конституция
Конституция крепкая, мясность хорошая. Туловище плотное, длиной 54-60 см; голова средняя, округлая, крупная у самцов и продолговатая у самок; грудь глубокая и широкая, в обхвате 36 см, нередко с небольшим подгрудком; спина удлиненная и широкая; круп округлый и широкий; конечности крепкие, прямые и мускулистые.
Самки имеют хорошую молочность и плодовитость — в среднем 8 крольчат за окрол; отличаются хорошими материнскими качествами. Молодняк скороспелый, хорошо откармливается.
Средний вес кроликов породы бабочка — 4,3 кг (4,0-4,5).

### Мех, шкурка

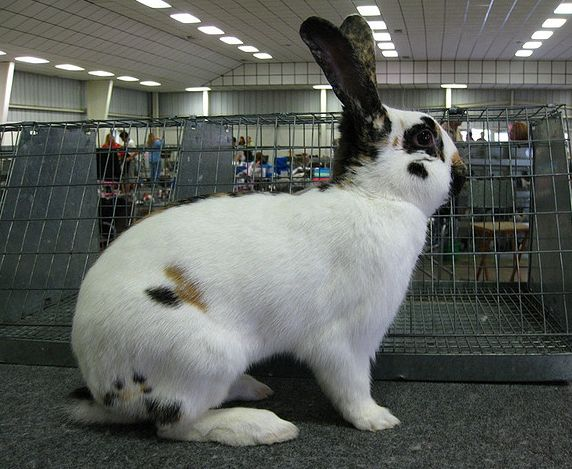
Бабочка с цветными пятнами

Мех эластичный, блестящий, средне-густой и ровный. Пегость (пятнистость, частичный альбинизм) рисунка придаёт шкурке оригинальный нарядный вид.
Окраска кроликов белая с чёрными пятнами, симметрично разбросанными по спине и по бокам. У некоторых кроликов эти пятна более светлые — голубых, серых, шоколадных оттенков.

## Разведение
Наибольшее распространение порода получила в Белорусской ССР, а также в Ленинградской и Астраханской областях; племенные кролики разводятся в совхозе «Саки» Сакского района Крымской области.
Декоративные кролики породы бабочка распространены не широко, их разводят в основном в частных хозяйствах кролиководы-любители.

## Использование

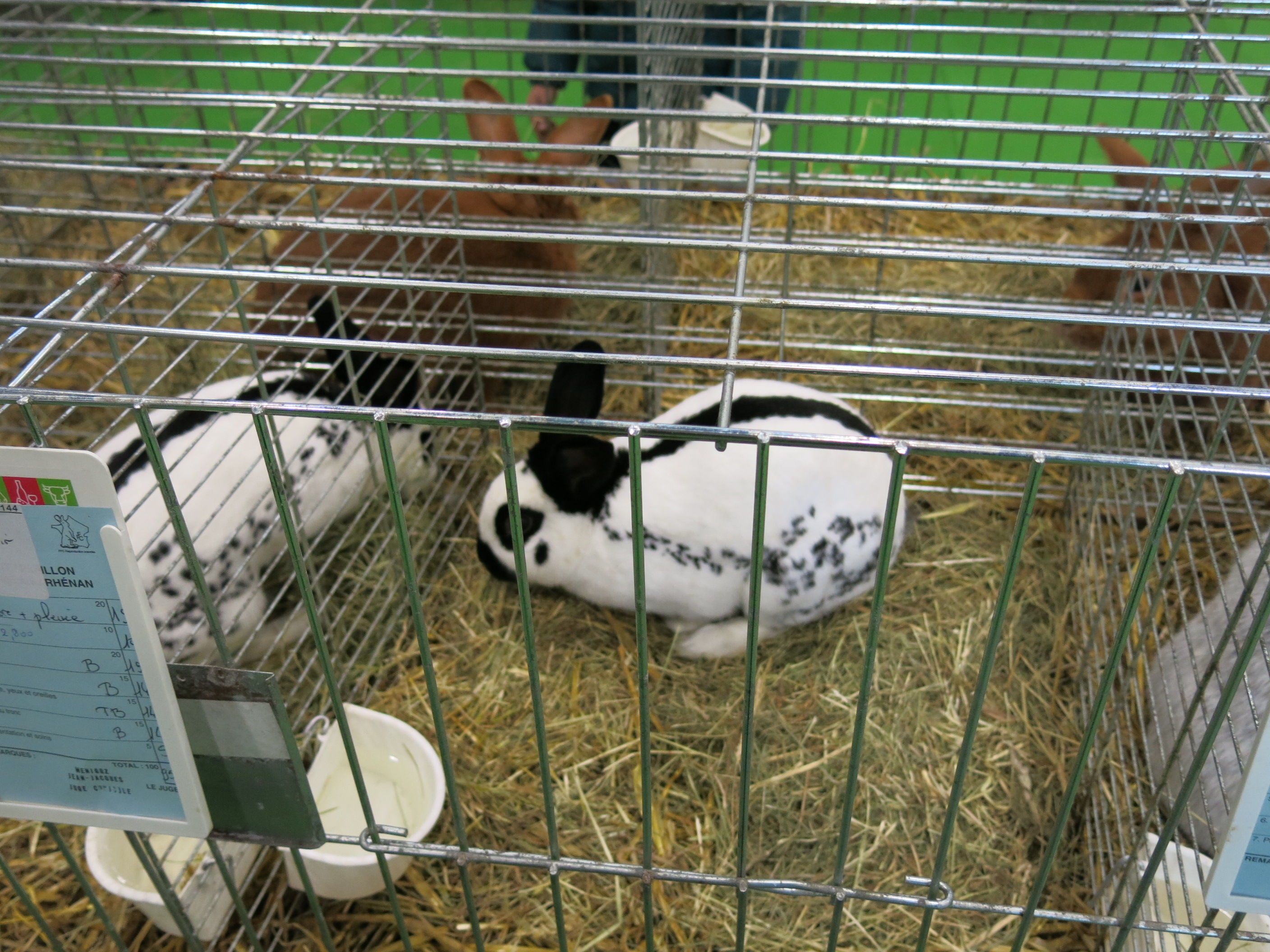
Самец в клетке

Для изготовления меховых изделий шкурки породы кроликов Бабочка используют в натуральном виде, без окраски. Шубы, полушубки из такого кроличьего меха пользуются широким спросом.